# مايك بيترسون
مايك بيترسون (بالإنجليزية: Mike Peterson)‏ هو لاعب كرة قدم أمريكية أمريكي، ولد في 17 يونيو 1976 في غينزفيل في الولايات المتحدة.

## وصلات خارجية
- مايك بيترسون على موقع مرجع كرة القدم المحترفة.كوم (الإنجليزية)